# Дуланкібат
Дуланкіба́т (Дуланкхібат, Дхуланкхібат) — невеликий острів в Червоному морі в архіпелазі Дахлак, належить Еритреї, адміністративно відноситься до району Дахлак регіону Семіен-Кей-Бахрі.

## Географія
Розташований на південний захід від острова Дульфідоль та північний схід від острова Мартабан. Має видовжену форму, довжина острова 2,5 км, ширина 1 км. З усіх сторін острів облямований піщаними мілинами.